# Пјано Селва I - Конфини (Асколи Пичено)
Пјано Селва I - Конфини (итал. Piano Selva I-Confini) насеље је у Италији у округу Асколи Пичено, региону Марке.
Према процени из 2011. у насељу је живело 286 становника. Насеље се налази на надморској висини од 260 м.